# Louis Hjelmslev
Louis Hjelmslev (* 3. Oktober 1899 in Kopenhagen; † 30. Mai 1965 ebenda) war ein dänischer Linguist, Vertreter des europäischen Strukturalismus und ein Begründer der Kopenhagener Schule.

## Leben
Louis Hjelmslev – Sohn des Mathematikers Johannes Hjelmslev – studierte von 1917 bis 1923 Vergleichende Sprachwissenschaft an der Universität Kopenhagen, wo er bei Holger Pedersen promoviert wurde. Hjelmslev hatte sich auf die litauische Sprache spezialisiert, die er 1921 in Litauen studierte. Bereits 1919 erhielt er die Goldmedaille der Universität für einen Essay über oskische Inschriften.
1934 wurde Louis Hjelmslev Professor in Aarhus und 1937 an der Universität Kopenhagen. In dieser Zeit begann die Entwicklung der Glossematik gemeinsam mit Hans Jørgen Uldall. Seit 1956 war er dort Direktor des von ihm gegründeten Instituts für Linguistik und Phonetik. Zuletzt litt er an einem langjährigen Hirnleiden.

## Werk
Hjelmslevs Theorie – von ihm „Glossematik“ genannt – führte Saussures Konzept der linguistischen Zeichen weiter. Das Zeichen wird repräsentiert durch eine Zeichenbeziehung (auch Zeichenfunktion) zwischen zwei Ebenen, der Ausdrucksebene und der inhaltlichen Ebene. Wenn man zwei Einheiten in der einen Ebene vertauscht, ergibt sich prinzipiell auch ein Unterschied in der anderen. In jeder Ebene werden die Einheiten charakterisiert durch ihre Beziehungen zu anderen, vor- oder nachgeordneten Einheiten auf dieser Ebene (syntagmatische Beziehungen, als „Horizontale“ veranschaulichbar) sowie durch die Beziehungen zu möglichen Alternativen für das Vorkommen am selben Ort (paradigmatische Beziehungen, als „Vertikale“ veranschaulichbar). Syntagmatische Relationen sind also Beziehungen zwischen Elementen, die Teil derselben Form sind, z. B. „Win“ in „Winter“ oder die Subjekt-Verb-Beziehung in „Bernd schreibt“. Paradigmatische semantische Beziehungen sind Beziehungen zwischen Einheiten, die einander ersetzen können, zum Beispiel Synonymie und Antonymie. Beide Typen von Beziehungen erzeugen in beiden Ebenen eine „Form“, definiert als eine Struktur von Beziehungen zwischen linguistischen Einheiten. Diese „Form“ wird dann – in der Ausdrucksweise Hjelmslevs – „auf den Sinn projiziert, so wie ein ausgespanntes Netz seinen Schatten über eine ungeteilte Fläche niederwirft“, um zu generieren, was Hjelmslev „Substanz“ nennt.
Louis Hjelmslevs Ansatz versucht, vor allem in den frühen Werkphasen, die Sprachanalyse rein innersprachlich zu betreiben und außersprachliche Gesichtspunkte in einer gesonderten Disziplin – „Paralinguistik“ – zu betrachten. Töne, Register und Gesten etwa – sogenannte Konnotatoren – behandelt er als nicht zur „Ausdrucksform“, sondern zur „Substanz“ gehörig. Sie kommen daher in der semiologischen Analyse nicht vor, sondern in der „Paralinguistik“ mit ihren benachbarten Disziplinen Kinesik und Proxemik.

## Veröffentlichungen
Autor
- Principes de grammaire générale. Høst, København 1928.
- An outline of glossematics. Levin og Munksgaard, København 1936.
- Mélanges linguistiques offerts à M. Holger Pedersen à l'occasion de son soixante-dixième anniversaire 7 avril 1937. Universitetsforlag., Aarhus 1937.
- Omkring sprogteoriens grundlaeggelse. København 1943.
  - Englische Ausgabe: Prolegomena to a Theory of Language. University of Wisconsin, Madison 1969.
  - Deutsche Ausgabe: Prolegomena zu einer Sprachtheorie. Hueber, München 1974.
- Sur l'indépendance de l'épithète. Munksgaard, København 1956.
- Sproget. En introduktion. Berlingske, København 1963.
  - Deutsche Ausgabe: Die Sprache. Eine Einführung. Aus dem Dänischen übersetzt von Otmar Werner. Wissenschaftliche Buchgesellschaft, Darmstadt 1968.
- La catégorie des cas: étude de grammaire générale. Fink, München 1972.
- Aufsätze zur Sprachwissenschaft. Klett, Stuttgart 1974, ISBN 3-12-923550-7
- Résumé of a theory of language. Nordisk Sprog- og Kulturforlag, København 1975.

Herausgeber
- Breve fra og til Rasmus Rask. Im Auftrag des Rask-Örsted Fond. Munksgaard, København 1941.